# Gasteropelecus sternicla
Gasteropelecus sternicla är en fiskart som först beskrevs av Carl von Linné 1758.  Gasteropelecus sternicla ingår i släktet Gasteropelecus och familjen Gasteropelecidae. Inga underarter finns listade i Catalogue of Life.